# 레몽 크노
레몽 크노(Raymond Queneau, 프랑스어: [ʁɛmɔ̃ kəno]; 1903년 2월 21일~1976년 10월 25일)는 프랑스의 소설가, 시인, 희곡 작가, 편집자, 수학자, 영화인, 번역가이자 잠재문학실험실 울리포(Oulipo)의 공동 창설자이다. 20세기 프랑스 문단의 거장으로서 언제나 문학실험과 정치변혁의 현장에 양발을 딛고 있었던 크노는, 평생 천 편에 달하는 시와 열 여섯 편의 소설 등 다채로운 텍스트를 남겼으며, 철학과 수학에 대한 천착으로 실험적이고 유희적인 문학 세계를 이룩했다.

## 생애
- 레몽 크노는 르 아브르의 상인 집안에서 태어났으며, 생후 2년간 유모의 손에서 자랐다. 부족했던 부모의 관심은 그가 유년기부터 책을 탐닉하는 계기가 된다. 17살에 크노는 파리의 소르본 대학교와 고등연구실습원(École pratique des hautes études)에서 철학을 전공하며, 특히 알렉상드르 코제브와 헤겔의 사상에 깊은 관심을 갖는다.
- 1924년 크노는 초현실주의 그룹에 가담해 활발히 활동했으나, 이후 노선을 달리해 1930년에는 제명을 당한다. 이에 대한 응답으로 그는 풍자 팸플릿 「어떤 시체 Un cadavre」에 ‘Dédé’라는 글을 게재하며 초현실주의의 수장이었던 앙드레 브르통에 대한 비판을 가한다.
- 초현실주의와의 결별 이후, 크노는 ‘괴짜 문학가들 fous littéraires’에 대한 연구를 시작하며 ‘비-정밀 과학 백과 Encyclopédie des sciences inexactes’를 구상한다. 여러 출판사들로부터 출간을 거절당한 이 백과사전의 아이디어는 이후 소설 <진흙의 아이들 Les Enfants de limon (1938)>에 사용된다.
- 1925년부터 1927년까지 알제리와 모로코에서 복무하며 그는 아랍어를 습득한다. 1932년 그리스 여행 중(<오딜 Odile>), 그는 문학 언어가 구어로부터 점점 멀어지고 있음을 실감하는데, 문어-구어의 양극단을 다시 접합하고자 하는 계획은 그의 거대한 문학적 야망이 된다. 그는 프랑스어 입말에서 나타나는 어휘와 통사, 음성에 기초한 표기법 등을 기초로 ‘신-프랑스어 néo-français’를 고안한다. 말년에 그는 이 프로젝트가 실패로 끝났음을 인정하는데, TV와 같은 매스미디어가 문학 언어에 대해 그가 염려했던 부정적인 영향만을 끼치지는 않은 것으로 드러났기 때문이다. 그는 보리스 수바린의 논평지 「사회 비평 La Critique Sociale」, 그리고 일간지 「비타협 L’Intransigeant」과 협업하기도 한다.
- 1933년 첫 소설 <개밀 Chiendent>을 통해, 레몽 크노는 르네 데카르트의 <방법서설 Discours de la méthode>을 문학적인 방식으로 예증한다. 이 작품은 당해 창설된 ‘되 마고 문학상 Prix des Deux Magots’의 첫번째 주인이 된다. 이후 자전적인 소재를 발전시킨 네 개의 소설, <최후의 날들 Les Derniers Jours>, <오딜 Odile>, <진흙의 아이들 Les Enfants du limon>, 그리고 운문으로 쓰인 <떡갈나무와 개 Chêne et Chien>가 연이어 출간된다.
- 몇 년간의 기자생활을 비롯한 다양한 직업을 거쳐, 크노는 1938년 갈리마르에 입사해 원고 심사위원이자 영어 번역가로 활동한다. 그는 1956년 『플레이야드 총서 Encyclopédie de la Pléiade』 편집장으로 지명되며, 같은 시기에 논평지 「의지 Volonté」의 구성과 정신분석학 연구를 시작한다.
- 1942년 <내 친구 피에로 Pierrot mon ami>의 발간과 함께, 그는 처음으로 대중적인 성공을 경험한다. 1947년의 <문체 연습 Exercices de style>은 1개의 짧은 이야기에 100여 개의 문체를 적용한 글쓰기이며, 이는 이브 로베르에 의해 연극화 되기도 했다. 문체 연습은 크노가 요한 제바스티안 바흐의 ‘푸가의 기법’을 연주회에서 듣고 영감을 받아, 이를 문학에 적용해보고자 하는 시도 속에서 탄생했다. 같은 해에 그는 검열을 피하기 위해 샐리 마라 Sally Mara 라는 가명으로 <여자들에게 늘 너무 친절해 On est toujours trop bon avec les femmes>를 출간하며, 1950년에는 같은 이름으로 <일기 Journal Intime>를 펴내 ‘클레르 벨롱 Claire Belon’ 문학상을 받는다.
- 1946년에는 그가 진행한 조지 뒤 모리에의 <피터 이벳슨 Peter Ibbetson>의 프랑스어 번역판이 발간된다.
- 제 2차 세계대전 종전 이후, 그는 당시 예술계의 중심이었던 생제르맹데프레 지구 Saint-Germain-des-Près에서 많은 시간을 보냈다. 그의 시 <당신 생각에는 Si tu t’imagines>에는 장폴 사르트르의 제안으로 음악이 입혀졌으며, 가수 줄리엣 그레코의 대표곡 중 하나가 된다. 중창단 레 프레르 자크 Les Frères Jacques 또한 그의 작품들을 음악으로 재해석한 바 있다. 크노는 여러 편의 뮤지컬, 르네 클레망의 영화 <밀회 Monsieur Ripois>의 각본, 알랭 레네의 단편 영화 <스티렌의 노래 Le Chant du styrene>의 기획에 참여했으며, 직접 영화 <다음날 Le Lendemain>을 감독하기도 했다.
- 그는 도시 근교의 삶을 배경으로 <뤼에이 멀리에서 Loin de Rueil (1944)>, 헤겔의 저작에서 제목을 빌려온 <생의 일요일 Le Dimanche de la vie (1952)>과 같은 환상적 연대기 소설을 집필하기도 한다. 보다 더 실험적인 소설, <성 글랭글랭 Saint-Glinglin (1948)>은 1934년부터 독립적으로 발간된 텍스트들을 모은 글이다.
- 과학에 대한 깊은 흥미와 함께 레몽 크노는 1948년 프랑스수학협회(Société mathématique de France)에 가입하며, 수학적 규칙을 글쓰기에 적용한 « S+7 » 기법 등으로 활동을 넓혀나갔다. « S+7 » 는 텍스트 하나와 사전 하나를 골라, 텍스트 안에 포함된 실사(substantif)를 사전에서 찾은 뒤, 그 실사를 사전 상에서 7번째 뒤에 위치한 단어로 대체함으로써 완전히 다른 의미의 텍스트를 조직하는 방법이다. 1950년 발표된 <휴대용 우주기원론 Petite cosmogonie portative>과 비평서 <작대기, 숫자, 글자 Bâtons, chiffres et lettres> 또한 이러한 학문적 관심의 연장선상에 있다.
- 1950년 그는 콜레주 드 파타피지크의 총수와 아카데미 공쿠르 l’Académie Goncourt의 회원을 겸한다. 1959년 발간된 <지하철 소녀 쟈지 Zazie dans le métro>는 작가 자신도 예상하지 못한 성공을 가져오며 크노를 인기 작가의 반열의 올려놓는다.
- 1960년 9월 조르주-엠마뉘엘 클랑시에와 장 레퀴르가 기획한 심포지엄 '레몽 크노와 프랑스어의 새로운 예증' 이후, 그는 프랑수아 르 리요네와 함께 문학 실험 단체 '셀리텍스 Selitex'(Séminaire de littérature expérimentale)를 창설하고, 이는 곧바로 잠재문학실험실 '울리포 Oulipo(Ouvroir de littérature potentielle'로 형태를 갖춘다. 울리포는 콜레주 드 파타피지크의 분과 위원회로 시작했으나, 이후 수학적, 조합적 확장을 꾀하며 그래프 이론의 창시자 클로드 베르주와 같은 전문가들을 영입한다. 울리포의 실험 정신은 회화(Oupeinpo), 연극(Outrapo), 만화(Oubapo) 등 장르를 초월해 다양한 예술 단체로 계승된다.
- <백조 편의 시 Cent mille milliards de poèmes (1961)>을 통해 크노는 문학적이고 수학적인 동시에, 도서 편집에 대한 새로운 발상을 제시하는 작품을 남긴다. '단 열 편의 소네트만으로 시 백조 편을 만들 수 있다'는 가설과 함께, 그는 14행으로 이루어진 시를 쓰고 각 행마다 10가지 다른 버전을 만들었다. 이를 10쪽짜리 책에 인쇄한 뒤 모든 페이지의 각 행 아랫단을 자름으로써, 10의 14승 혹은 100조 편의 소네트를 완성한 것이다. 1분마다 한 편의 소네트를 읽는다고 가정할 때 이론상 200만 년이 소요되는 이 시는, 세계에서 가장 긴 문학 작품으로 알려져 있다.
- 1965년에 출판된 <연푸른 꽃 Les Fleurs bleues>은 장자의 호접지몽을 소재로 하여 또 한번 대중적인 성공을 거둔 소설이다.
- 레몽 크노는 폐암으로 말미암아 1976년 10월 25일에 사망했으며, 그의 배우자 자닌 칸은 1972년에 사망했다. 그의 원고 대부분은 현재 르 아브르 시립도서관에 보존되어 있다.

## 저작

### 소설
- 개밀 Le Chiendent, 1933, 되 마고 상 수상.
- 바위 얼굴 Gueule de pierre, 1934.
- 최후의 날들 Les Derniers Jours, 1936.
- 오딜 Odile, 1937.
- 진흙의 아이들 Les Enfants du limon, 1938.
- 세찬 겨울 Un rude hiver, 1939.
- 뒤얽힌 시간 Les Temps mêlés, 1941.
- 내 친구 피에로 Piㅣerrot mon ami, 1942.
- 뤼에이 멀리에서 Loin de Rueil, 1944.
- 지나며 En passant, 1944.
- 여자들에게 늘 너무 친절해 On est toujours trop bon avec les femmes, 1947.
- 문체 연습 Exercices de style, 1947.
- 성 글랭글랭 Saint-Glinglin, 1948.
- 샐리 마라의 일기 Le Journal intime de Sally Mara, 1950.
- 생의 일요일 Le Dimanche de la vie, 1952.
- 지하철 소녀 쟈지 Zazie dans le métro, 1959.
- 연푸른 꽃 Les Fleurs bleues, 1965.
- 이카루스의 비행 Le Vol d'Icare, 1968.

### 시
- 떡갈나무와 개 Chêne et chien, 1937.
- 사물들의 교훈 La leçon de choses.
- 논리적 분석Analyse logique, 1947.
- 숙명적 순간 L'Instant fatal, 1948.
- 마르기 Maigrir, 1948.
- 휴대용 우주기원론 Petite cosmogonie portative, 1950.
- 당신 생각에는 Si tu t'imagines, 1952.
- 백조 편의 시 Cent mille milliards de poèmes, 1961.

### 수필/기사
- 민주적 미덕 개론 Traité des vertus démocratiques, manuscrit de 1937, édité pour la première fois en 1993.
- 작대기, 숫자, 글자 Bâtons, chiffres et lettres, 1950.
- 이상적인 서재를 위하여 Pour une bibliothèque idéale, 1956.
- 조르주 샤르보니에 인터뷰 Entretiens avec Georges Charbonnier, 1962.
- 가장자리들 Bords, 1963.
- 모범적 역사 Une histoire modèle, 1966.
- 그리스 여행 Le Voyage en Grèce, 1973.

## 같이 보기
- 조르주 페렉